# Christian Hilbrich
Christian Hilbrich (* 9. Juli 1992 in Gentofte, Dänemark) ist ein deutsch-kanadischer Eishockeyspieler, der zuletzt bei den Fischtown Pinguins Bremerhaven in der DEL unter Vertrag stand.

## Karriere
Die Karriere des in Dänemark geborenen Eishockeyspielers, begann in Chicago, wo er zwei Spielzeiten absolvierte, ehe er in die North American Hockey League zu Wenatchee Wild wechselte, für die er allerdings nur eine Saison spielte. In der Folgesaison ging er in die United States Hockey League zu den Indiana Ice, für die er insgesamt 52 Scorerpunkte erzielte. Nach seinem zweijährigen Aufenthalt in der USHL begann er ein Studium auf der Cornell University, für die er in der letzten Saison sogar als Kapitän auflief.
Nach seinem Studium ging er in die American Hockey League zu den Wilkes-Barre/Scranton Penguins, nach sechs spielen ging er in die ECHL, wo er 65 Spiele für die Wheeling Nailers spielte. Die Toledo Walleye nahmen ihn für die Saison 2017/18 unter Vertrag, zwischenzeitlich spielte er vier Spiele für die Chicago Wolves in der AHL.
Nachdem der Stürmer viele Jahre sein Glück in den USA versuchte, wechselte er zur Saison 2018/19 zu den Eispiraten Crimmitschau in die DEL2. Zwischen 2019 und 2021 spielte er in der Deutschen Eishockey Liga für die Fischtown Pinguins Bremerhaven.

## Karrierestatistik
Stand: Ende der Saison 2019/20
(Legende zur Spielerstatistik: Sp oder GP = absolvierte Spiele; T oder G = erzielte Tore; V oder A = erzielte Assists; Pkt oder Pts = erzielte Scorerpunkte; SM oder PIM = erhaltene Strafminuten; +/− = Plus/Minus-Bilanz; PP = erzielte Überzahltore; SH = erzielte Unterzahltore; GW = erzielte Siegtore; 1 Play-downs/Relegation; Kursiv: Statistik nicht vollständig)